# NCAA Division I Cross Country Championships 2018
Die NCAA Division I Cross Country Championships 2018 wurden am 17. November 2018 von der University of Wisconsin–Madison ausgetragen. Veranstaltungsort war der Thomas Zimmer Championship Course in Madison. Es war die 80. Austragung der Meisterschaften bei den Männern und die 38. Austragung bei den Frauen. 
Die Streckenlängen betrugen ca. 6 km bei den Frauen und ca. 10 km bei den Männern. Bei den Frauen gewann Dani Jones von der University of Colorado Boulder, mit der sie auch in der Teamwertung an der Spitze lag. Bei den Männern siegte Morgan McDonald von der ausrichtenden University of Wisconsin–Madison, während im Team die Northern Arizona University zum dritten Mal in Folge vorne lag.

## Ergebnisse

### Männer

#### Einzel
| Platz | Athlet          | Universität      | Zeit (min) |
| ----- | --------------- | ---------------- | ---------- |
| 1     | Morgan McDonald | Wisconsin        | 29:08,3    |
| 2     | Grant Fisher    | Stanford         | 29:08,8    |
| 3     | Edwin Kurgat    | Iowa State       | 29:09,0    |
| 4     | Isai Rodriguez  | Oklahoma State   | 29:10,5    |
| 5     | Aaron Templeton | Furman           | 29:11,9    |
| 6     | Tyler Day       | Northern Arizona | 29:12,9    |
| 7     | Amon Kemboi     | Campbell         | 29:14,6    |
| 8     | Joe Klecker     | Colorado         | 29:15,0    |
| 9     | John Dressel    | Colorado         | 29:16,9    |
| 10    | Conner Mantz    | BYU              | 29:17,1    |

#### Team
| Platz | Universität und Athleten                                                                                            | Gesamtpunktzahl und Einzelplatzierung |
| ----- | --- | ------------------------------------- |
| 1     | Northern Arizona Tyler Day Matthew Baxter Luis Grijalva Blaise Ferro Peter Lomong George Beamish Ryan Raff          | 083 05 012 019 022 025 033 122        |
| 2     | BYU Conner Mantz Rory Linkletter Connor McMillan Clayson Shumway Jacob Heslington Brayden McLelland Clayton Young   | 116 08 018 020 027 043 051 058        |
| 3     | Portland Emmanuel Roudolff-Levisse Logan Orndorf Nick Hauger Stuart McCallum Michael Somers Caleb Webb Noah Schutte | 160 017 021 034 041 047 055 100       |
| 4     | Colorado | 178                                   |
| 5     | Stanford | 201                                   |
| 6     | Washington | 213                                   |
| 7     | Iowa State | 220                                   |
| 8     | Wisconsin | 240                                   |
| 9     | Colorado State | 309                                   |
| 10    | Boise State | 342                                   |

### Frauen

#### Einzel
| Platz | Athletin         | Universität | Zeit (min) |
| ----- | ---------------- | ----------- | ---------- |
| 1     | Dani Jones       | Colorado    | 19:42,8    |
| 2     | Weini Kelati     | New Mexico  | 19:45,3    |
| 3     | Jessica Hull     | Oregon      | 19:50,4    |
| 4     | Alicia Monson    | Wisconsin   | 19:55,2    |
| 5     | Ednah Kurgat     | New Mexico  | 19:55,8    |
| 6     | Allie Ostrander  | Boise State | 19:56,9    |
| 7     | Erica Birk       | BYU         | 19:58,1    |
| 8     | Makena Morley    | Colorado    | 20:00,1    |
| 9     | Charlotte Prouse | New Mexico  | 20:02,1    |
| 10    | Anna Rohrer      | Notre Dame  | 20:02,4    |

#### Team
| Platz | Universität und Athletinnen                                                                                               | Gesamtpunktzahl und Einzelplatzierung |
| ----- | --- | ------------------------------------- |
| 1     | Colorado Dani Jones Makena Morley Tabor Scholl Sage Hurta Tayler Tuttle Val Constien Holly Bent                           | 065 01 08 014 020 022 026 063         |
| 2     | New Mexico Weini Kelati Ednah Kurgat Charlotte Prouse Adva Cohen Emily Martin Hannah Nuttall Sophie Eckel                 | 103 02 05 09 038 049 060 102          |
| 3     | Oregon Jessica Hull Weronika Pyzik Carmela Cardama Báez Isabelle Brauer Susan Lokayo Ejore Philippa Bowden Amanda Gehrich | 160 03 012 027 046 072 077 085        |
| 4     | Michigan | 213                                   |
| 5     | Stanford | 232                                   |
| 6     | Boise State | 288                                   |
| 7     | BYU | 310                                   |
| 8     | Notre Dame | 313                                   |
| 9     | Washington | 321                                   |
| 10    | Wisconsin | 325                                   |